# 給我（最後一個飛吻）
〈給我（最後一個飛吻）〉（英語："Blow Me (One Last Kiss)"），是美國創作型女歌手紅粉佳人的一首歌曲，也是她的第6張錄音室專輯《有愛有真相》的首張單曲。歌曲由格萊格·科爾斯汀製作，原本定名為“classic Pink”（經典粉紅）。歌曲原計劃於2012年7月9日首播，但被提前一周在網路洩露。在美國《告示牌》百強單曲榜上，歌曲最高排位第5，使紅粉佳人成為2000年後擁有最多進入榜單前10單曲的女性藝人。 歌曲的音樂錄影帶由戴夫·梅耶斯導演，使用黑白效果，於2012年7月26日在MTV與VEVO首播。

## 曲目列表
- 數位下載[2]

1. "Blow Me (One Last Kiss)" — 4:16

- CD/數位單曲[3][4]

1. "Blow Me (One Last Kiss)" — 4:16
2. "The King Is Dead but the Queen Is Alive" (Pink, Billy Mann, Butch Walker, Niklas "Nikey" Olovson, Robin Lynch) — 3:44

## 榜單
| 排行榜（2012年-2013年）              | 最高 排名 |
| ------------------------------------ | --------- |
| 澳大利亚（澳大利亚唱片业协会單曲榜） | 1         |
| 澳大利亚（澳大利亚唱片业协会電台榜） | 1         |
| 奥地利（Ö3四十强单曲榜）             | 14        |
| 比利时佛兰德（Ultratop五十强单曲榜） | 36        |
| 比利时瓦隆（Ultratop五十强单曲榜）   | 14        |
| 巴西（巴西百強電台榜）               | 12        |
| 巴西（《告示牌》熱門流行歌曲榜）     | 2         |
| 加拿大（加拿大百強單曲榜）           | 4         |
| 捷克（電台百強單曲榜）               | 8         |
| 丹麥（Hitlisten单曲榜）              | 24        |
| 歐洲（《告示牌》數位歌曲榜）         | 3         |
| 芬蘭（芬蘭官方下載榜）               | 14        |
| 法国（法國唱片出版業公會單曲榜）     | 22        |
| 10                                   |           |
| 匈牙利（四十强电台榜）               | 1         |
| 愛爾蘭（愛爾蘭唱片音樂協會单曲榜）   | 11        |
| 義大利（意大利音乐产业联盟）         | 14        |
| 日本（日本百强单曲榜）               | 3         |
| 黎巴嫩（黎巴嫩官方二十强榜）         | 8         |
| 盧森堡（《告示牌》數位歌曲榜）       | 5         |
| 墨西哥（墨西哥电台榜）               | 3         |
| 荷兰（荷蘭四十強單曲榜）             | 14        |
| 新西兰（新西兰唱片音乐协会单曲榜）   | 8         |
| 波蘭（波蘭百大電台榜）               | 3         |
| 蘇格蘭（官方榜单公司單曲榜）         | 1         |
| 斯洛伐克（電台百強單曲榜）           | 6         |
| 南韓（Gaon國際單曲榜）               | 138       |
| 西班牙（西班牙音樂製作協會）         | 18        |
| 西班牙（西班牙音樂製作協會）         | 18        |
| 瑞典（Digilistan）                   | 13        |
| 瑞士（瑞士热门音乐榜）               | 15        |
| 英國（官方榜单公司單曲榜）           | 3         |
| 美国（《告示牌》百大單曲榜）         | 5         |
| 美國（《告示牌》成人當代單曲榜）     | 11        |
| 美國（《告示牌》Adult Pop Airplay）  | 1         |
| 美國（《告示牌》Dance Club Songs）   | 1         |
| 美國（《告示牌》Pop Airplay）        | 1         |
| 美國（《告示牌》Rhythmic Songs）     | 20        |

| 榜單（2012年）                 | 排位 |
| ------------------------------ | ---- |
| 澳大利亚（澳大利亚唱片业协会） | 48   |
| 加拿大（加拿大百強單曲榜）     | 33   |
| 法國（法國唱片出版業公會）     | 161  |
| 德國（德國官方單曲榜）         | 91   |
| 匈牙利（四十強電台榜）         | 22   |
| 英國（官方榜單公司單曲榜）     | 88   |
| 美國（《告示牌》百強單曲榜）   | 37   |

## 銷售認證
|award=2x Platinum
| 地區                                  | 认证    | 认证单位/销量 |
| ------------------------------------- | ------- | ------------- |
| 澳大利亚（澳大利亚唱片业协会）        | 3× 白金 | 210,000^      |
| 加拿大（加拿大音乐协会）              | 3× 白金 | 0*            |
| 丹麦（國際唱片業協會丹麥分會）        | 金      | 15,000^       |
| 意大利（意大利音乐产业联盟）          | 白金    | 30,000*       |
| 墨西哥（墨西哥音像製品協會）          |         | 30,000*       |
| 新西兰（新西兰唱片音乐协会）          | 白金    | 15,000*       |
| 瑞士（國際唱片業協會瑞士分会）        | 金      | 15,000^       |
| 英国（英国唱片业协会）                | 銀      | 200,000^      |
| 美国（美國唱片業協會）                | 2× 白金 | 2,164,000     |
| 委內瑞拉（APFV）                      | 白金    | 10,000^       |
| *僅含認證的實際銷量 ^僅含認證的出貨量 |         |               |

## 發行歷史
| 國家 | 日期          | 形式         | 廠牌             |
| ---- | ------------- | ------------ | ---------------- |
| 全球 | 2012年7月3日  | 數位下載     | 索尼音樂/RCA唱片 |
| 美國 | 2012年7月10日 | 主流電台     | 索尼音樂/RCA唱片 |
| 美國 | 2012年7月10日 | 熱門AC電台   | 索尼音樂/RCA唱片 |
| 美國 | 2012年7月17日 | 節奏電台     | 索尼音樂/RCA唱片 |
| 德國 | 2012年7月27日 | CD單曲       | 索尼音樂/RCA唱片 |
| 英國 | 2012年8月31日 | 數位下載     | 索尼音樂/RCA唱片 |
| 美國 | 2012年9月14日 | 當代成人電台 | 索尼音樂/RCA唱片 |